# 筑波カントリークラブ
筑波カントリークラブ（つくばカントリークラブ）は、 茨城県つくばみらい市高岡にあるゴルフ場である。

## 概要
筑波カントリークラブは、1958年（昭和33年）、茨城県筑波郡伊奈村（伊奈町を経て、現在はつくばみらい市）字高岡に「ゴルフ場に適した用地がある。我々医師のゴルフ場を造ろう」と、日本信販の山田光成の所に相談に来たのに始まる。用地を見たところ殆どが松と雑木だった。同年5月30日、新たなゴルフ場建設に向け、「株式会社筑波ゴルフコース」を設立、社長には大和証券株式会社の加藤和根が就任、証券会社や生命保険会社の会員の株主会員制のクラブである。
コース設計は、東京農業大学、日本造園学会の佐藤昌に依頼、工事は佐藤工業株式会社が行い、1959年（昭和34年）9月15日、コースは完成、同月18日、18ホールのゴルフ場が開場した。敷地内の大木をハザード代わりに残し、各ホールの特徴はグリーン周りのバンカーの数と造形で造成した。各ホールのグリーン周囲には、桜、白樺、メタセコイヤ、ドッグウッドなどの花木を植えた。2006年（平成18年）6月、川田太三の設計によりコースの改造工事が行われた。
日本の女子プロゴルフメジャー大会の1つ、日本ゴルフ協会主催競技でもあり、日本選手権大会に相当する、日本女子オープンゴルフ選手権競技大会などの大会開催の実績がある。

## 所在地
〒300-2301 茨城県つくばみらい市高岡830番地の2

## コース情報
- 開場日 - 1959年（昭和34年）9月18日
- 設計者 - 佐藤昌、川田太三（2006年（平成18年）改造設計）
- 面積 - 726,000m2（約21.9万坪）
- コースタイプ - 林間コース
- コース - 18ホールズ、パー72、7,055ヤード、コースレート72.4
- グリーン - ベントの2グリーン
- プレースタイル - 歩いてのラウンド、全組キャディ付き
- 練習場 - 20打席 230ヤード
- 休場日 - 毎週月曜日（月曜祝日の場合は火曜）、12月31日、1月1日[2][3]

## クラブ情報
- ハウス面積 - 2,409m2（728.7坪）
- ハウス設計 - 株式会社中山克巳建築設計事務所
- ハウス施工 - 佐藤工業株式会社

## ギャラリー
- コース - 「筑波カントリークラブ」、コース
- ハウス - 「筑波カントリークラブ」、施設

## 交通アクセス
- 鉄道 - つくばエクスプレス - みらい平駅よりタクシー利用 約10分
- 道路 - 常磐自動車道 - 谷田部ICより 4km[4]

## メジャー選手権
- 1987年（昭和62年） - 第20回 日本女子オープンゴルフ選手権競技大会[5]

## エピソード
- コースの設計をした佐藤は、当時の会報『筑波』では、「新人の設計家 佐藤昌」と紹介されていた、筑波カントリークラブは自身では第1号の作品だった[6]。
- 佐藤は初めてゴルフ場用地を見た時、「たじろいた」がそれでも設計を引き受けたのは、「ゴルフ場造りは芝と土を動かす仕事、明らかに造園家の仕事で、元プロゴルファーだけのものではない」といって、無償で働いた[6]。
- 筑波カントリークラブは、現在、日本橋からなら40分、秋葉原からつくばエクスプレスで30分だが、当時は、東京から車で4時間かかった、「茨城のチベット」といわれた[6]。

## 関連文献
- 『週刊ダイヤモンド 1971年1月23日号』、「日本のゴルフ場 筑波カントリークラブ 中島清光・伊藤昭二」、東京 ダイヤモンド社、1971年1月23日、2020年10月26日閲覧
- 『航空写真集 茨城県』、「筑波カントリークラブ」、水戸 茨城新聞社、1983年8月、2020年10月26日閲覧
- 『ゴルフ場ガイド 東版』2006-2007、「筑波カントリークラブ（茨城県）」、東京 ゴルフダイジェスト社、2006年5月、2020年10月26日閲覧
- 『美しい日本のゴルフコース BEAUTIFUL GOLF CULTURE IN JAPAN 日本のゴルフ110年記念 ゴルフは日本の新しい伝統文化である』、ゴルフダイジェスト社「美しい日本のゴルフコース」編纂委員会編、「筑波カントリークラブ」、東京 ゴルフダイジェスト社、2013年12月、2020年10月26日閲覧